# Акиш
Акиш (рум. Acâș) — село у повіті Сату-Маре в Румунії. Адміністративний центр комуни Акиш.
Село розташоване на відстані 429 км на північний захід від Бухареста, 29 км на південь від Сату-Маре, 104 км на північний захід від Клуж-Напоки.

## Населення
За даними перепису населення 2002 року у селі проживала 1871 особа.
Національний склад населення села:
| Національність | Кількість осіб | Відсоток |
| -------------- | -------------- | -------- |
| угорці         | 1042           | 55,7%    |
| цигани         | 412            | 22,0%    |
| румуни         | 411            | 22,0%    |
| німці          | 6              | 0,3%     |

Рідною мовою назвали:
| Мова      | Кількість осіб | Відсоток |
| --------- | -------------- | -------- |
| угорська  | 1450           | 77,5%    |
| румунська | 417            | 22,3%    |